# Município de Palmer (condado de Putnam, Ohio)
O município de Palmer (em inglês: Palmer Township) é um município localizado no condado de Putnam no estado estadounidense de Ohio. No ano de 2010 tinha uma população de 1.129 habitantes e uma densidade populacional de 12 pessoas por km².

## Geografia
O município de Palmer encontra-se localizado nas coordenadas 41° 07′ 30″ N, 84° 09′ 55″ O. Segundo o Departamento do Censo dos Estados Unidos, o município tem uma superfície total de 94.06 km², da qual 93,99 km² correspondem a terra firme e (0,07 %) 0,07 km² é água.

## Demografia
Segundo o censo de 2010, tinha 1.129 habitantes residindo no município de Palmer. A densidade populacional era de 12 hab./km². Dos 1.129 habitantes, o município de Palmer estava composto pelo 98,05 % brancos, o 0,09 % eram afroamericanos, o 1,59 % eram de outras raças e o 0,27 % eram de uma mistura de raças. Do total da população o 2,48 % eram hispanos ou latinos de qualquer raça.